# Grabauina
Grabauina es un género de foraminífero bentónico considerado un sinónimo posterior de Triticites de la subfamilia Schwagerininae, de la familia Schwagerinidae, de la superfamilia Fusulinoidea, del suborden Fusulinina y del orden Fusulinida. Su especie tipo era Grabauina disca. Su rango cronoestratigráfico abarcaba el Moscoviense (Carbonífero superior).

## Discusión
Clasificaciones más recientes incluirían Grabauina en la superfamilia Schwagerinoidea, y en la subclase Fusulinana de la clase Fusulinata. Otras clasificaciones lo han incluido en la subfamilia Triticitinae de la familia Triticitidae.

## Clasificación
Grabauina incluía a la siguiente especie:
- Grabauina disca †